# Spawn (игра)
Spawn — компьютерная игра, разработанная Konami для портативной игровой консоли Game Boy Color. Основана на серии комиксов о супергерое Спауне.

## Сюжет
Специальный агент Эл Симмонс обманул своего военного командира и был убит. После путешествия в ад, Симмонс пошёл на сделку с дьяволом Мэлболгией, чтобы отомстить. Однако в результате этой сделки Симмонс стал лидером Ада по имени Спаун. Вместо того, чтобы принять эту судьбу, Спаун ищет возможность освободиться от своей ошибочной сделки.

## Игровой процесс

Скриншот из игры

Игра является обычным экшеном и в частности у игры практически нет инноваций. Облик Спауна в игре не изменился если не считать, что у него отсутствует его плащ (в прочем как и во всех играх про него). Спаун может поднимать различные предметы в игре и использовать их как оружие.

## Восприятие
| Сводный рейтинг    | Сводный рейтинг |
| Агрегатор          | Оценка          |
| ------------------ | --------------- |
| GameRankings       | 58 %            |
| Иноязычные издания |                 |
| Издание            | Оценка          |
| AllGame            | [ 2 ]           |
| Game Informer      | 6,25/10         |
| IGN                | 3/10            |
| Nintendo Power     | 5,8/10          |

Сайт IGN оценил игру в 3 балла из 10, отметив что игра «ужасна». Критик обозревавший игру также заявил о том, что она продолжает серию неудачных игр про Спауна, боссы в игре невероятно скучны и их очень легко победить. Из достоинств игры сайт отметил только хорошо проработанную цепь Спауна. Журнал Nintendo Power оценил игру в 5,8 баллов из 10.